# タチアオイ

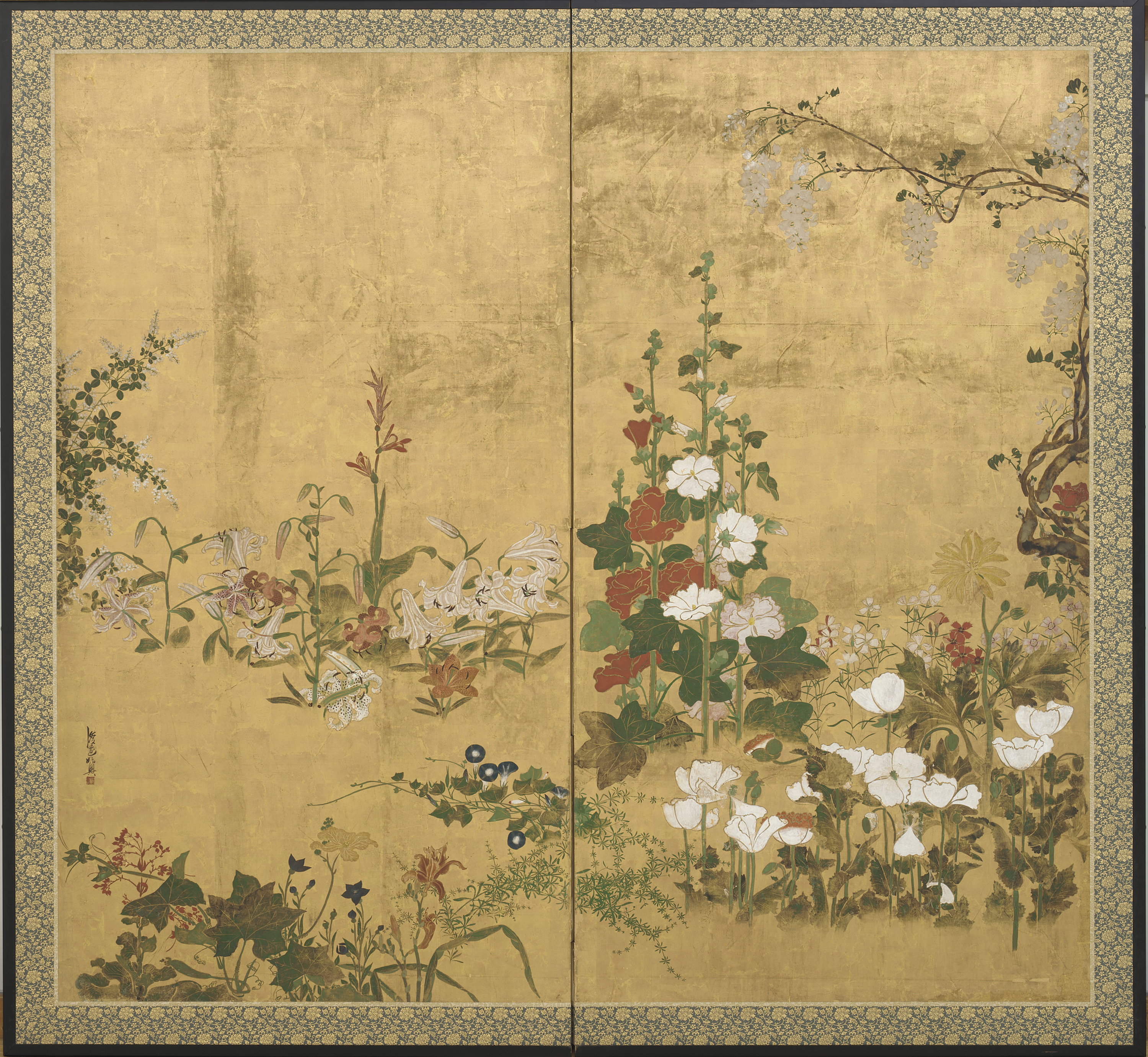
タチアオイを主題に描いた『草花図屏風』（渡辺始興、18世紀前半）。

タチアオイ（立葵、学名：Althaea rosea、シノニム：Alcea rosea）は、アオイ科の多年草。属名Althaeaはギリシア語由来の古典ラテン語に由来し、語源たるギリシア語「althaia」は「althaino」（治療）と関連している。古来、タチアオイは薬草として用いられた。

## 概要
当初は中国原産と考えられていたが、現在はビロードアオイ属（Althaea）のトルコ原産種と東ヨーロッパ原産種との雑種（Althaea setosa ×Althaea pallida）とする説が有力である。
日本には、古くから薬用として渡来したといわれている。花は利尿薬とするほか、小児の風疹に用いる。根は腸炎、尿閉、結石、赤痢、神経痛などに用い、種子は白斑や虫刺されに用いる。葉と根は腸炎に内服、できものに外用する。古くから花壇に植栽される。
花がきれいなので、園芸用に様々な品種改良がなされた。草丈は1～3mで茎は直立する。花期は6～8月で、花は垂直に伸びた花茎の下から上に咲き上っていく。ちょうど梅雨入りの頃に枝の下の方から咲き始め、梢の方まで咲きあがるころ梅雨が終わることから、、「梅雨葵（ツユアオイ）」という別名もある。花は一重や八重のもあり、色は赤、ピンク、白、紫、黄色など多彩である。花の直径は品種によるが大きなものでは10cmくらいである。本来は宿根性の多年草であるが、品種によっては一年草でもある。アオイの名から会津若松市と静岡市が市花に制定している。
花弁の根元が粘着質であり、引き抜いた花弁を顔などに付けてニワトリを真似て遊ぶことができるため、北海道の一部ではコケコッコ花、コケコッコー花青森県の一部では"コケラッコ花"などと呼ばれる。花弁や根を、薬用として利用する。

## 名称
ホリホック（ホリーホック）ともいうが、英名 hollyhock は必ずしも本種を指すとは限らず、旧属名・タチアオイ属（Alcea）の各種をはじめ、ときには他属の種をも指す言葉である。
Holly は神聖を意味し、Hockは、アングロサクソン語の「Hoc」、ぜにあおいを意味する。名前の由来については、パレスチナに野生の花がたくさん咲いており、この花が12世紀ごろ、十字軍によってヨーロッパにもたらされたからではないかという説や、16～17世紀にフランスの清教徒によって持ち込まれたのではないか、など諸説ある。
日本語では「花あおい」（花葵）とも呼ぶ。ただし学術的には、同科別属であるハナアオイ属、または同属下の Lavatera trimestris を指して「ハナアオイ」と呼んでいるので、注意が必要である。

## 栽培
日なたを好む。多湿になると根腐れを起こすことがあるので、水はけのよい場所で育てる。
植えつけの適期は、3月上旬から4月下旬、9月下旬から11月下旬。根づくまでは水切れに注意する。庭植えであれば植え替えは不要だが、鉢植えの場合は1～2年に1回、春か秋に古い土を落とし、必要に応じて株分けをして植え替える。
株分けの適期は、3月から4月か、10月から11月頃。1株に3～5芽つくように、またできるだけ根をつけて株分けする。

## タチアオイに関する詩
作家などがタチアオイに関する詩を詠んでいる。

## ギャラリー

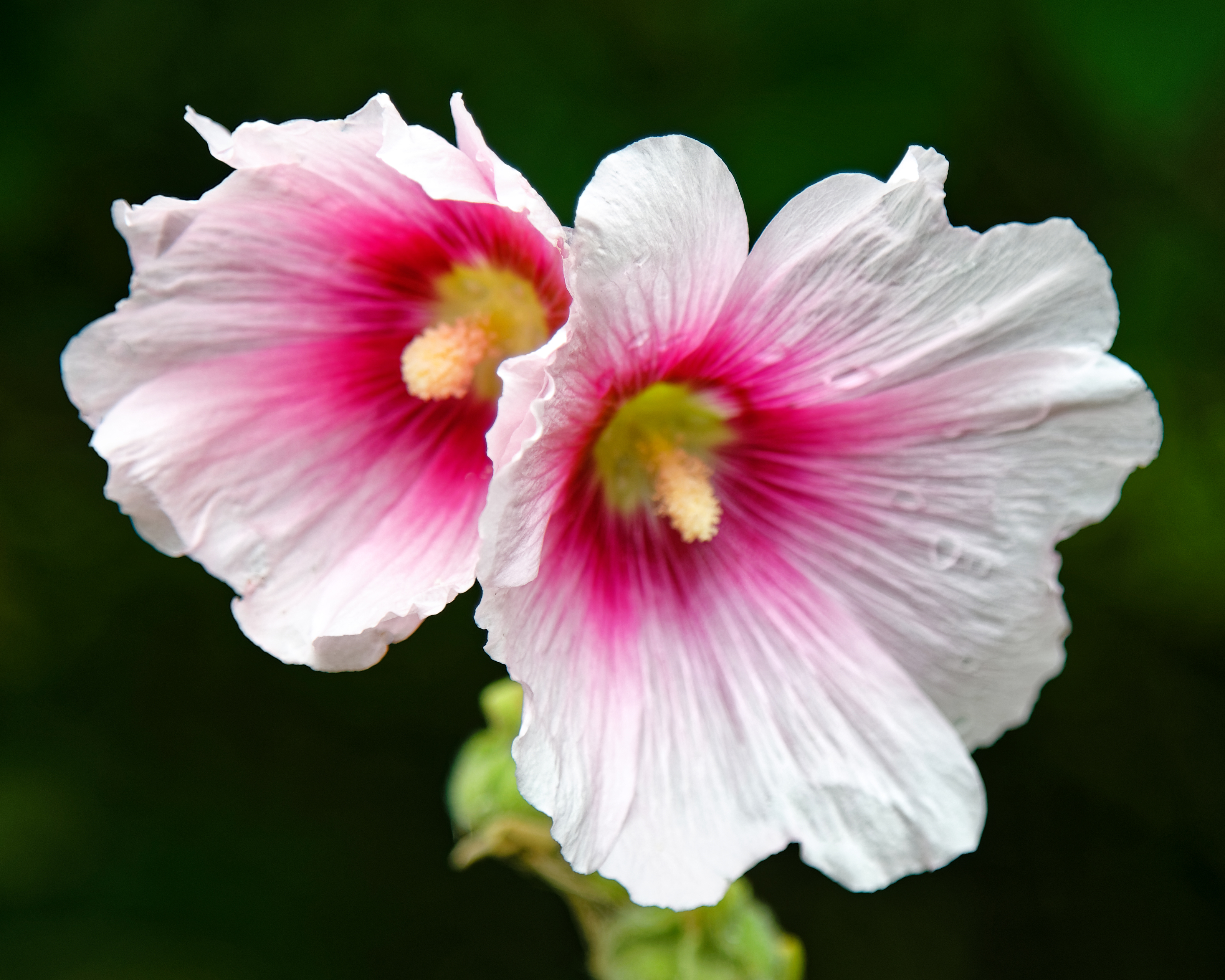
白とピンクの絞りのタチアオイ
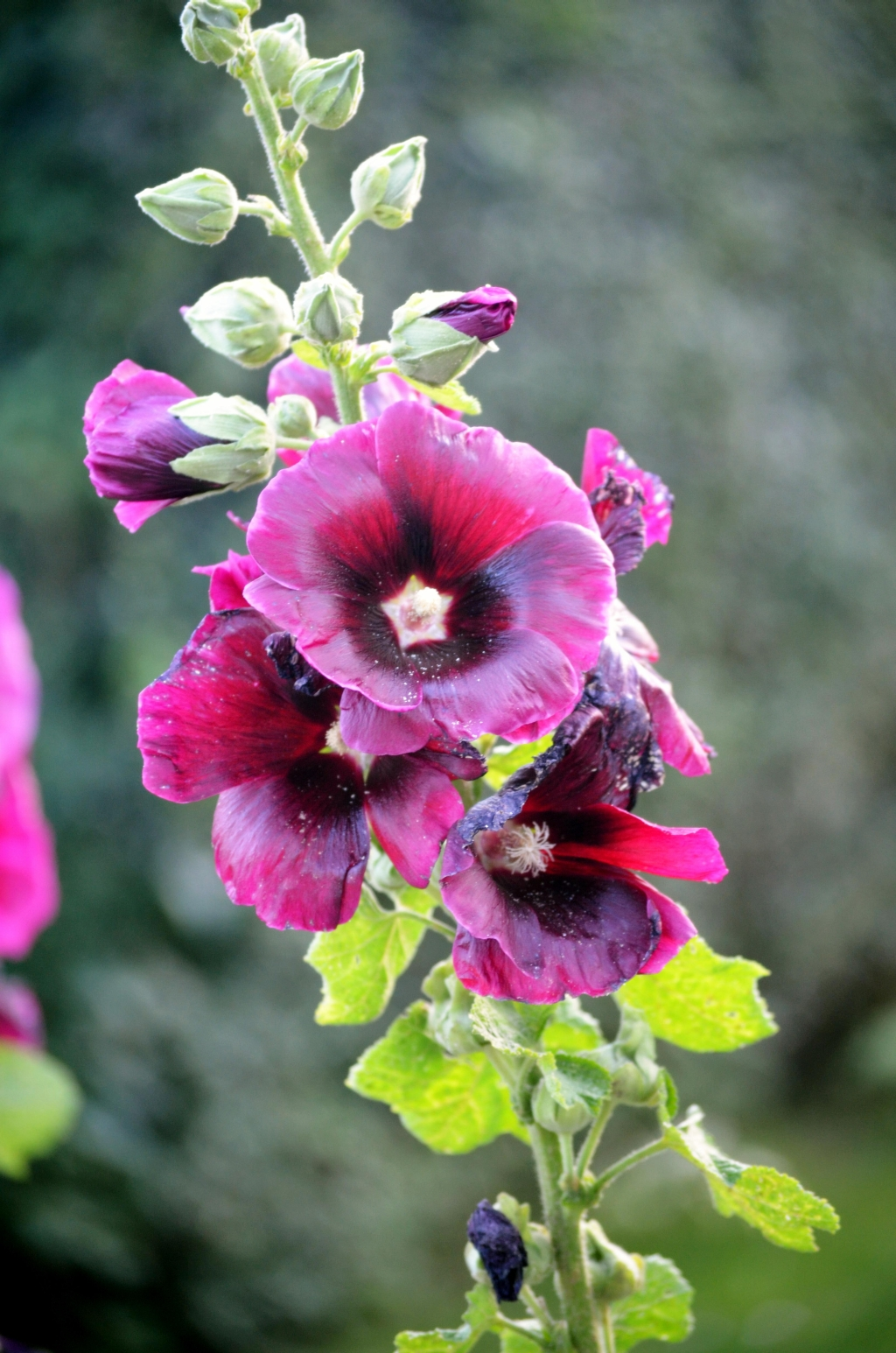
紫系統の花
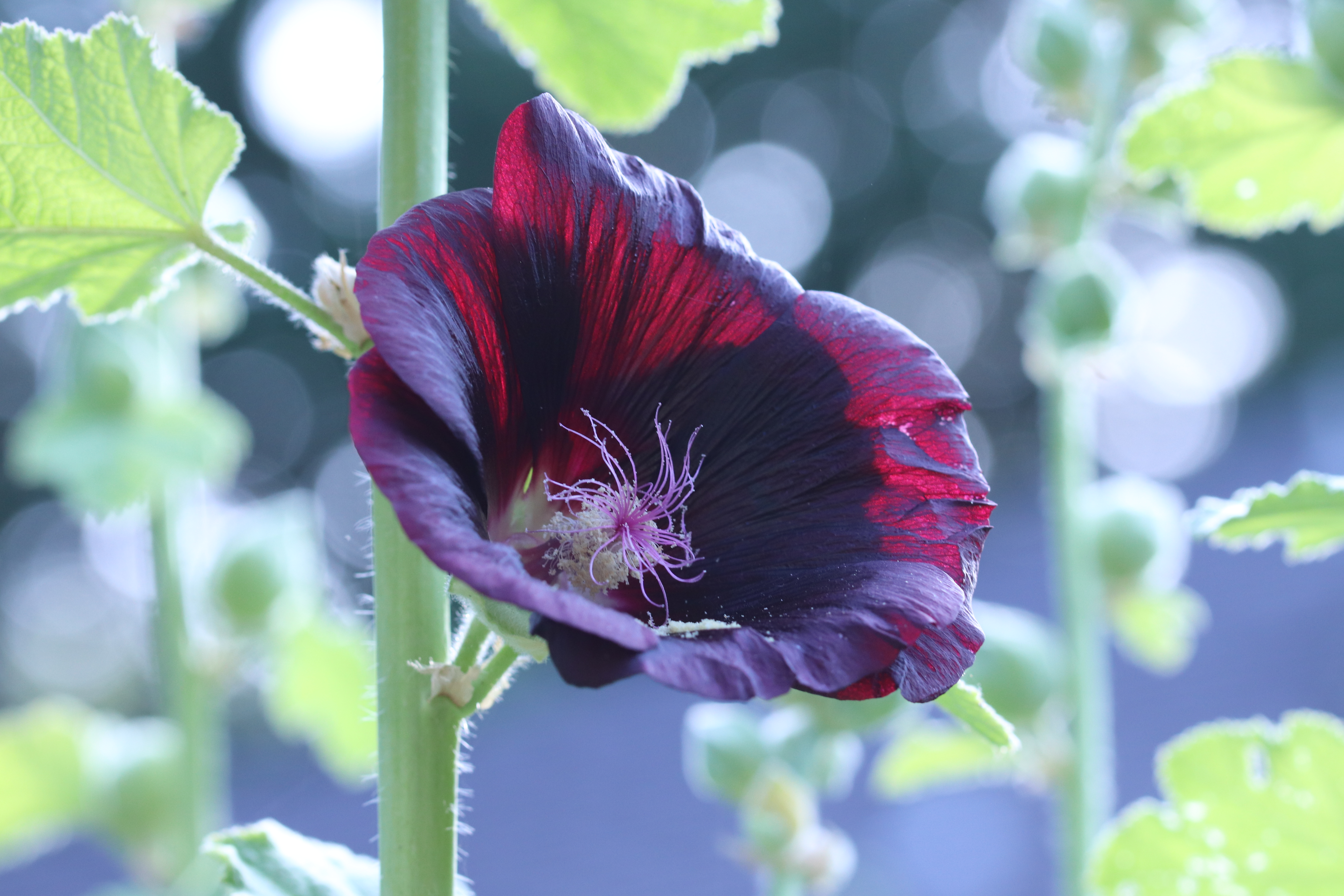
クロ系統の花 Hollyhock ‘Blacknight'
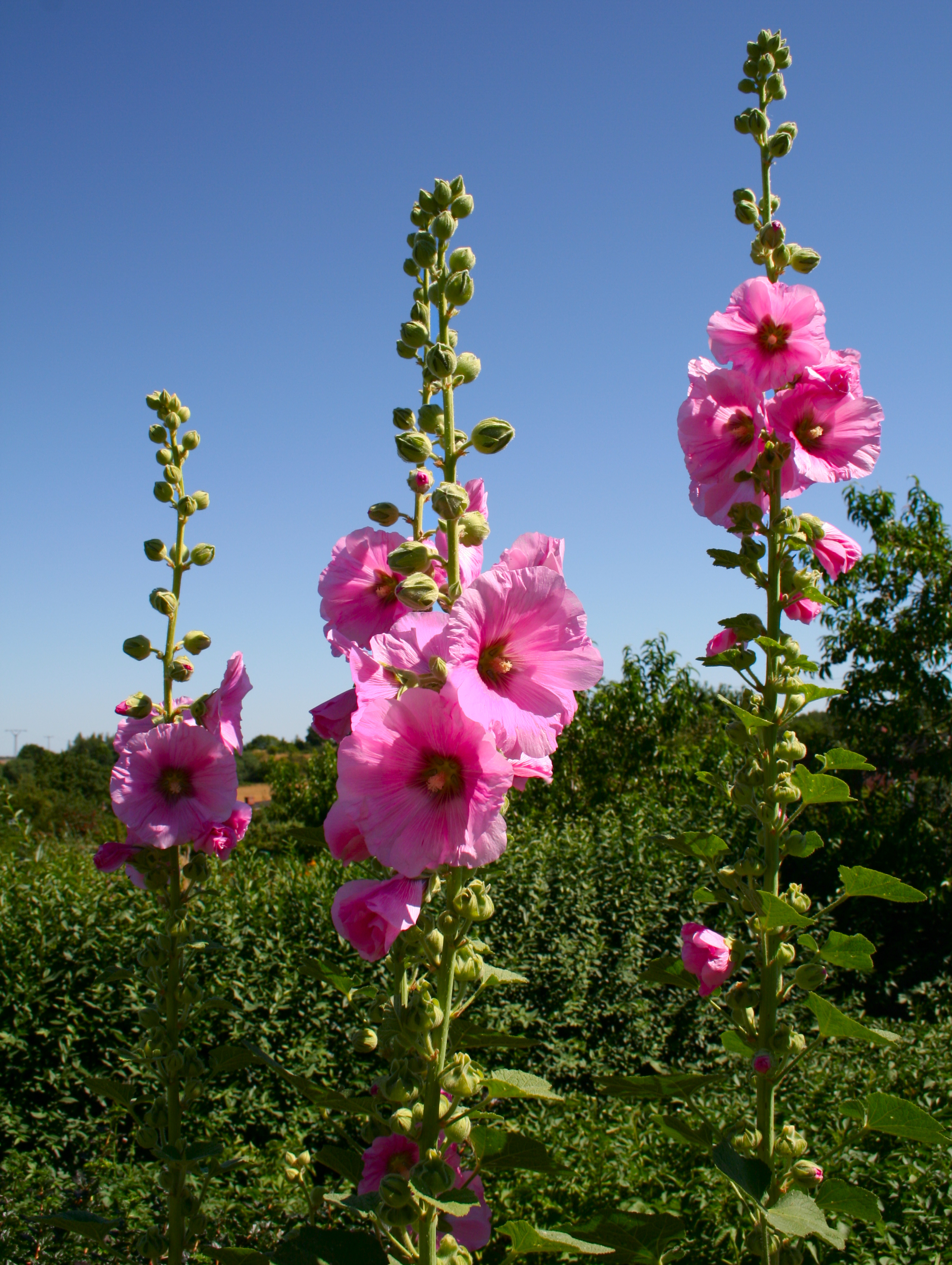
ピンク系統の花
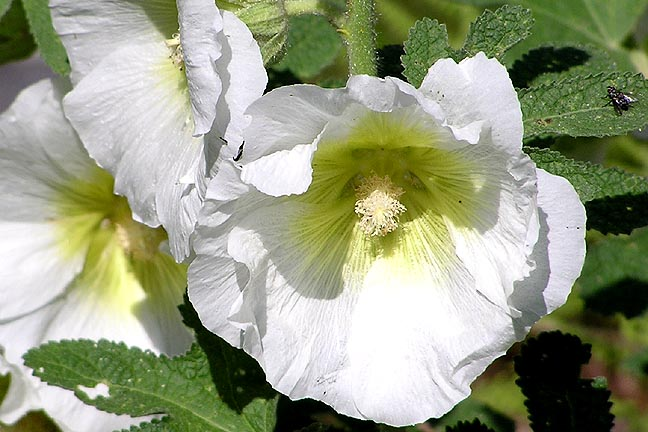
赤系統の花Alcea rosea
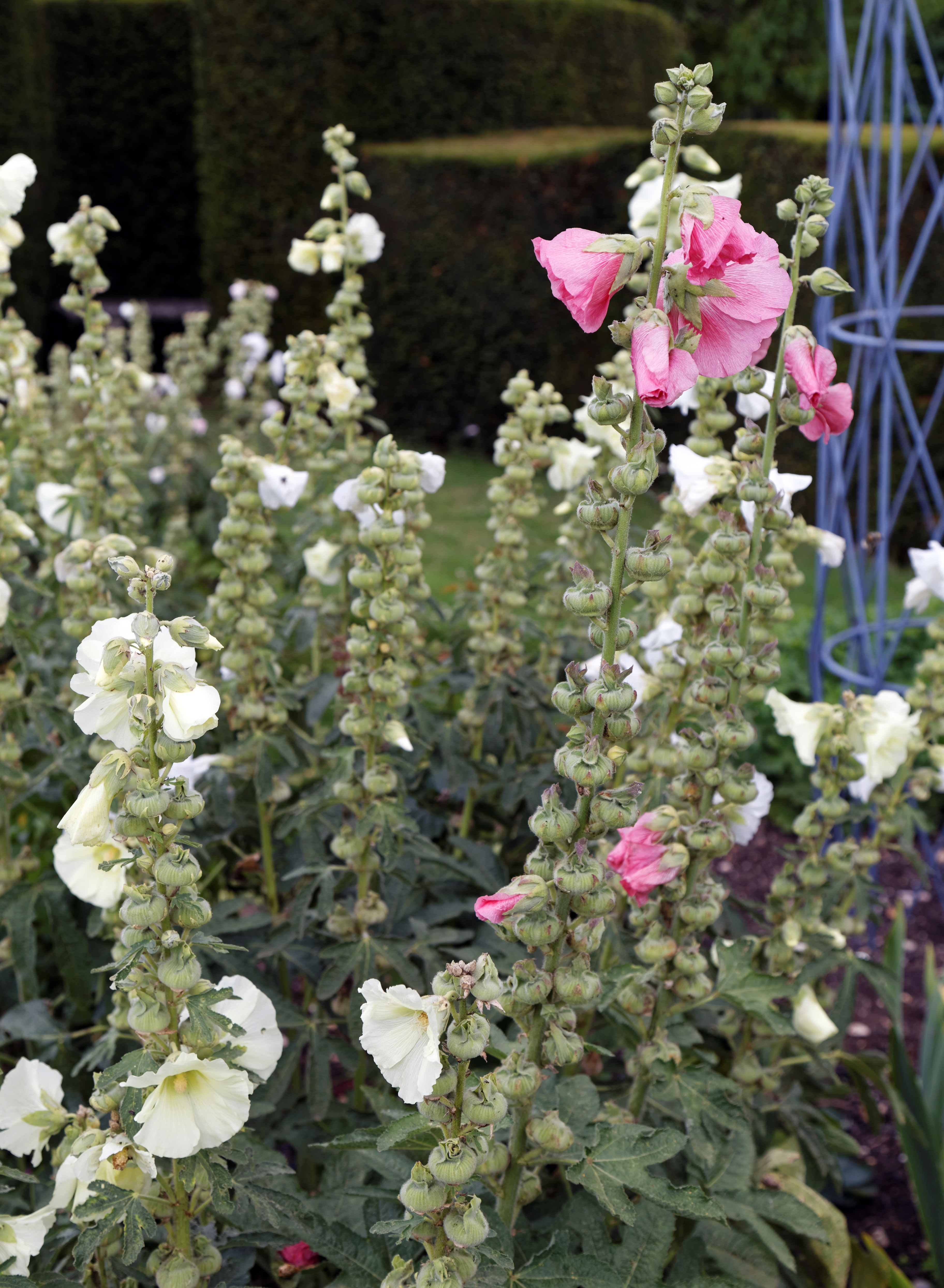
白とピンクの花